# Струнк-Якобсен, Никлас
Никлас Струнк-Якобсен (дат. Nicklas Strunck Jakobsen; родился 17 августа 1999 года, Олстикке, Дания) — датский футболист, полузащитник клуба «Эсбьерг».

## Клубная карьера
Якобсен — воспитанник клуба «Норшелланн». 16 февраля 2018 года в матче против «Оденсе» он дебютировал в датской Суперлиге. 1 марта в поединке против «Силькеборга» Никлас забил свой первый гол за «Норшелланн». Летом 2019 года Якобсен перешёл в нидерландский «Гронинген», подписав контракт на 5 лет. Сумма трансфера составила 500 тыс. евро.
5 октября 2020 года перешёл на правах аренды в «Эсбьерг».

## Международная карьера
В 2016 году в составе юношеской сборной Дании Якобсен принял участие в юношеском чемпионате Европы в Азербайджане. На турнире он сыграл в матчах против команд Франции, Швеции и Англии.